# Giải vô địch bóng đá Đông Nam Á 2004
Giải vô địch bóng đá Đông Nam Á 2004, tên chính thức là Cúp Tiger 2004 vì lý do tài trợ, là lần tổ chức thứ năm của Giải vô địch bóng đá Đông Nam Á, giải đấu bóng đá của các quốc gia thuộc Liên đoàn bóng đá ASEAN (AFF). Vòng chung kết của giải đấu diễn ra từ ngày từ 7 tháng 12 năm 2004 đến ngày 16 tháng 1 năm 2005, với Việt Nam và Malaysia là đồng chủ nhà của vòng bảng. Đây là lần cuối cùng hãng bia Tiger đóng vai trò là nhà tài trợ chính cho giải đấu.
Lần đầu tiên, giải vô địch Đông Nam Á áp dụng một thể thức mới cho vòng đấu loại trực tiếp: các trận đấu sẽ diễn ra trong hai lượt trận trên sân nhà và sân khách, kể cả trận chung kết. Riêng trận tranh hạng ba vẫn được tổ chức một trận duy nhất, và đây cũng là giải đấu cuối cùng mà trận tranh hạng ba được thi đấu.
Singapore đã giành chức vô địch lần thứ hai trong lịch sử sau khi đánh bại Indonesia với tổng tỉ số 5–2 sau hai lượt trận chung kết, và trở thành đội thứ hai của Đông Nam Á hai lần đăng quang. Thái Lan trở thành đội đương kim vô địch thứ hai bị loại từ vòng đấu bảng (sau Singapore năm 2000).

## Các đội tuyển tham dự
Giải đấu lần này không có vòng loại, tất cả các đội tuyển đều được vào thẳng vòng chung kết. Mười đội tuyển sau đây đến từ các hiệp hội thành viên của Liên đoàn bóng đá ASEAN đã tham dự giải đấu.
Đông Timor lần đầu tiên tham dự một giải vô địch Đông Nam Á, trong khi Brunei tiếp tục từ chối tham dự giải đấu do luật của nước này cấm các hoạt động quảng bá rượu bia.
| Đội tuyển   | Tham dự | Thành tích tốt nhất                |
| ----------- | ------- | ---------------------------------- |
| Campuchia   | 3 lần   | Vòng bảng (1996, 2000, 2002)       |
| Đông Timor  | 0       | Lần đầu                            |
| Indonesia   | 4 lần   | Á quân (2000, 2002)                |
| Lào         | 4 lần   | Vòng bảng (1996, 1998, 2000, 2002) |
| Malaysia    | 4 lần   | Á quân (1996)                      |
| Myanmar     | 4 lần   | Vòng bảng (1996, 1998, 2000, 2002) |
| Philippines | 4 lần   | Vòng bảng (1996, 1998, 2000, 2002) |
| Singapore   | 4 lần   | Vô địch (1998)                     |
| Thái Lan    | 4 lần   | Vô địch (1996, 2000, 2002)         |
| Việt Nam    | 4 lần   | Á quân (1998)                      |

## Địa điểm
| Hà Nội                        | Thành phố Hồ Chí Minh    | Hải Phòng                         | Jakarta                        |
| ----------------------------- | ------------------------ | --------------------------------- | ------------------------------ |
| Sân vận động Quốc gia Mỹ Đình | Sân vận động Thống Nhất  | Sân vận động Lạch Tray            | Sân vận động Gelora Bung Karno |
| Sức chứa: 40.192              | Sức chứa: 15.000         | Sức chứa: 32.000                  | Sức chứa: 110.000              |
|                               |                          |                                   |                                |
| Singapore                     | Singapore                | Kuala Lumpur                      | Kuala Lumpur                   |
| Sân vận động Quốc gia         | Sân vận động Jalan Besar | Sân vận động Quốc gia Bukit Jalil | Sân vận động KLFA              |
| Sức chứa: 55.000              | Sức chứa: 6.000          | Sức chứa: 100.000                 | Sức chứa: 18.000               |
|                               |                          |                                   |                                |

## Vòng bảng

### Bảng A
- Tất cả các trận đấu diễn ra tại Việt Nam.
- Thời gian được liệt kê là giờ Việt Nam (UTC+7).

| Đội       | Tr | T | H | B | BT | BB | HS  | Đ  |
| --------- | -- | - | - | - | -- | -- | --- | -- |
| Indonesia | 4  | 3 | 1 | 0 | 17 | 0  | +17 | 10 |
| Singapore | 4  | 2 | 2 | 0 | 10 | 3  | +7  | 8  |
| Việt Nam  | 4  | 2 | 1 | 1 | 13 | 5  | +8  | 7  |
| Lào       | 4  | 1 | 0 | 3 | 4  | 13 | −9  | 3  |
| Campuchia | 4  | 0 | 0 | 4 | 2  | 22 | −20 | 0  |

| Lào | 0–6 | Indonesia                                                                |
| --- | --- | ------------------------------------------------------------------------ |
|     |     | Boaz 25', 52' · Ilham 28', 33' · Elie Aiboy 60' · Kurniawan Yulianto 86' |

| Việt Nam            | 1–1 | Singapore      |
| ------------------- | --- | -------------- |
| Thạch Bảo Khanh 51' |     | Indra Daud 70' |

| Việt Nam | 9–1 | Campuchia          |
| --- | --- | ------------------ |
| Thạch Bảo Khanh 9', 23' · Lê Công Vinh 57', 87', 89' · Sun Sampratna 63' (l.n.) · Đặng Văn Thành 71', 83' · Nguyễn Huy Hoàng 77' |     | Hang Sokunthea 44' |

| Indonesia | 0–0 | Singapore |
| --------- | --- | --------- |
|           |     |           |

| Lào                  | 2–1 | Campuchia  |
| -------------------- | --- | ---------- |
| Luang-Amath 63', 73' |     | Darith 27' |

| Việt Nam | 0–3 | Indonesia                        |
| -------- | --- | -------------------------------- |
|          |     | Lessy 18' · Boaz 21' · Ilham 45' |

| Singapore                                                                        | 6–2 | Lào                                        |
| -------------------------------------------------------------------------------- | --- | ------------------------------------------ |
| Hasrin 7' · Indra 19', 74' · Thongphachan 39' (l.n.) · Casmir 45', 90+2' (ph.đ.) |     | Phaphouvanin 22' · Luang-Amath 72' (ph.đ.) |

| Indonesia                                                             | 8–0 | Campuchia |
| --------------------------------------------------------------------- | --- | --------- |
| Ilham 5', 48', 56' · Elie 30', 55' · Kurniawan 74', 76' · Ortizan 90' |     |           |

| Việt Nam                                                        | 3–0 | Lào |
| --------------------------------------------------------------- | --- | --- |
| Lê Công Vinh 10' · Nguyễn Minh Phương 42' · Thạch Bảo Khanh 75' |     |     |

| Campuchia | 0–3 | Singapore                                |
| --------- | --- | ---------------------------------------- |
|           |     | Dickson 20' · Baihakki 26' · Khairul 54' |

### Bảng B
- Tất cả các trận đấu diễn ra tại Malaysia.
- Thời gian được liệt kê là giờ chuẩn Malaysia (MST) – UTC+8

| Đội         | Tr | T | H | B | BT | BB | HS  | Đ  |
| ----------- | -- | - | - | - | -- | -- | --- | -- |
| Myanmar     | 4  | 3 | 1 | 0 | 6  | 2  | +4  | 10 |
| Malaysia    | 4  | 3 | 0 | 1 | 11 | 3  | +8  | 9  |
| Thái Lan    | 4  | 2 | 1 | 1 | 13 | 4  | +9  | 7  |
| Philippines | 4  | 1 | 0 | 3 | 4  | 9  | −5  | 3  |
| Đông Timor  | 4  | 0 | 0 | 4 | 2  | 18 | −16 | 0  |

| Philippines | 0–1 | Myanmar             |
| ----------- | --- | ------------------- |
|             |     | San Day Thien 90+2' |

| Malaysia                                           | 5–0 | Đông Timor |
| -------------------------------------------------- | --- | ---------- |
| Liew 27' · Amri 47', 83' · Fadzli 67' · Shukor 85' |     |            |

| Thái Lan       | 1–1 | Myanmar          |
| -------------- | --- | ---------------- |
| T. Chaiman 14' |     | Zaw Lynn Tun 89' |

| Malaysia                                             | 4–1 | Philippines |
| ---------------------------------------------------- | --- | ----------- |
| Liew 17' · Khalid 67', 77' (ph.đ.) · Kaironnisam 74' |     | Gould 90+3' |

| Đông Timor | 0–8 | Thái Lan |
| ---------- | --- | --- |
|            |     | B. Yodyingyong 17' · S. Domtaisong 41' · W. Jitkuntod 53' · T. Chaiman 59' · S. Chaikamdee 63', 65', 67' · Y. Kornjan 84' |

| Malaysia | 0–1 | Myanmar          |
| -------- | --- | ---------------- |
|          |     | Soe Myat Min 20' |

| Philippines            | 2–1 | Đông Timor  |
| ---------------------- | --- | ----------- |
| Caligdong 90+1', 90+3' |     | Do Rego 59' |

| Malaysia        | 2–1 | Thái Lan          |
| --------------- | --- | ----------------- |
| Khalid 63', 65' |     | S. Chaikamdee 45' |

| Myanmar                                                          | 3–1 | Đông Timor             |
| ---------------------------------------------------------------- | --- | ---------------------- |
| Soe Myat Min 4' (ph.đ.) · San Day Thien 43' · Myo Hlaing Win 51' |     | Diamantino 15' (ph.đ.) |

| Thái Lan                                           | 3–1 | Philippines   |
| -------------------------------------------------- | --- | ------------- |
| I. Poolsap 42' · S. Sainui 56' · S. Domtaisong 89' |     | Caligdong 27' |

## Vòng đấu loại trực tiếp

### Sơ đồ
|  | Bán kết | Bán kết          | Bán kết   | Bán kết | Bán kết |   |    | Chung kết | Chung kết | Chung kết | Chung kết | Chung kết |
|  |         |                  |           |         |         |   |    |           |           |           |           |           |
|  | A1      | Indonesia        | 1         | 4       | 5       |   |    |           |           |           |           |           |
|  | B2      | Malaysia         | 2         | 1       | 3       |   |    |           |           |           |           |           |
|  |         |                  |           |         |         |   | A1 | Indonesia | 1         | 1         | 2         |           |
|  |         | A2               | Singapore | 3       | 2       | 5 |    |           |           |           |           |           |
|  | B1      | Myanmar          | 3         | 2       | 5       |   |    |           |           |           |           |           |
|  | A2      | Singapore (h.p.) | 4         | 4       | 8       |   |    |           |           |           |           |           |

### Các trận đấu

#### Bán kết
Lượt đi
| Indonesia    | 1–2 | Malaysia      |
| ------------ | --- | ------------- |
| Kurniawan 6' |     | Liew 28', 47' |

| Myanmar                             | 3–4 | Singapore                                                           |
| ----------------------------------- | --- | ------------------------------------------------------------------- |
| Soe Myat Min 34', 90' · Min Thu 36' |     | Bennett 20' · Agu Casmir 38' · Mohd Noh Alam Shah 63' · Shahril 81' |

Lượt về
| Singapore                                     | 4–2 (s.h.p.) | Myanmar                              |
| --------------------------------------------- | ------------ | ------------------------------------ |
| Noh Alam Shah 74', 94', 96' · Agu Casmir 108' |              | Soe Myat Min 15' · Aung Kyaw Moe 50' |

Singapore thắng với tổng tỷ số 8–5.
| Malaysia   | 1–4 | Indonesia                                                  |
| ---------- | --- | ---------------------------------------------------------- |
| Khalid 28' |     | Kurniawan 59' · Charis Yulianto 74' · Ilham 77' · Boaz 84' |

Indonesia thắng với tổng tỷ số 5–3.

#### Tranh hạng ba
| Malaysia                | 2–1 | Myanmar          |
| ----------------------- | --- | ---------------- |
| Khalid 15' · Ismail 56' |     | Soe Myat Min 52' |

#### Chung kết
Lượt đi
| Indonesia   | 1–3 | Singapore                                 |
| ----------- | --- | ----------------------------------------- |
| Mahyadi 90' |     | Bennett 3' · Khairul 39' · Agu Casmir 69' |

Lượt về
| Singapore                     | 2–1 | Indonesia |
| ----------------------------- | --- | --------- |
| Indra 6' · Casmir 41' (ph.đ.) |     | Elie 77'  |

Singapore thắng với tổng tỷ số 5–2.

## Giải thưởng
| Cầu thủ xuất sắc nhất | Chiếc giày vàng   |
| --------------------- | ----------------- |
| Lionel Lewis          | Ilham Jaya Kesuma |

## Cầu thủ ghi bàn
7 bàn
- Ilham Jaya Kesuma

6 bàn
| - Muhamad Khalid Jamlus | - Soe Myat Min | - Agu Casmir |

5 bàn
- Kurniawan Dwi Yulianto

4 bàn
| - Boaz Solossa - Elie Aiboy - Liew Kit Kong | - Noh Alam Shah - Indra Sahdan Daud - Sarayoot Chaikamdee | - Thạch Bảo Khanh - Lê Công Vinh |

3 bàn
- Chalana Luang-Amath
- Emelio Caligdong

2 bàn
| - Mohd Amri Yahyah - San Day Thien - Daniel Bennett | - Khairul Amri - Therdsak Chaiman - Suriya Domtaisong | - Đặng Văn Thành |

1 bàn
| - Hing Darith - Hang Sokunthea - Charis Yulianto - Mahyadi Panggabean - Muhammad Mauli Lessy - Ortizan Solossa - Visay Phaphouvanin - Mohd Fadzli Saari - Mohamad Nor Ismail - Muhamad Kaironnisam Sahabudin Hussain | - Muhammad Shukor Adan - Aung Kyaw Moe - Min Thu - Zaw Lynn Tun - Myo Hlaing Win - Chad Gould - Baihakki Khaizan - Itimi Dickson - Hasrin Jailani - Sharil Ishak | - Weerayut Jitkuntod - Yuttajak Kornjan - Ittipol Poolsap - Sarif Sainui - Banluesak Yodyingyong - Januário do Rego - Simon Diamantino - Nguyễn Huy Hoàng - Nguyễn Minh Phương |

phản lưới nhà
- Sun Sampratna (trận gặp Việt Nam)
- Sengphet Thongphachan (trận gặp Singapore)